# قشلاق تومار حاج غايب
قشلاق تومار حاج‌ غايب هي قرية في مقاطعة بارس أباد، إيران. في تعداد عام 2006، لوحظ وجودها، ولكن لم يتم الإبلاغ عن سكانها.